# Hamburger Sport-Verein 2013-2014
Questa voce raccoglie le informazioni riguardanti l'Hamburger Sport-Verein nelle competizioni ufficiali della stagione 2013-2014.

## Stagione
La stagione 2013-2014 è stata una delle più travagliate per il club anseatico. I risultati altalenanti hanno segnato inizialmente il campionato dell'HSV: all'esordio arriva un pirotecnico 3-3 in casa dello Schalke 04 seguito da due sconfitte contro Hoffenheim ed Hertha Berlino, fino ad arrivare al primo successo in campionato conseguito in casa contro il neo promosso Eintracht Braunschweig. Fino alla pausa invernale i risultati non furono all'altezza del blasone e della storia del club, coinvolgendo l'Amburgo nella lotta per non retrocedere. Gli scarsi risultati porteranno all'esonero del tecnico Bert van Marwijk sostituito da Mirko Slomka, reduce da una buona esperienza sulla panchina dell'Hannover 96. L'esordio è più che promettente dato che l'Amburgo riesce ad imporsi per 3-0 contro il Borussia Dortmund. Nelle partite successive la squadra non riesce a ripetere prestazioni simili e, per questo, gli anseatici rimangono perennemente coinvolti nella lotta per non retrocedere in seconda divisione. A fine stagione l'HSV si piazza davanti a Norimberga e Braunschweig, ottenendo l'accesso ai play out da disputare contro il Greuther Fürth. L'andata si gioca ad Amburgo ma, nonostante il fattore campo, la partita termina 0-0. Al ritorno un gol del solito Lasogga (l'esplosione dell'attaccante tedesco sarà l'unica nota lieta della stagione) porta in vantaggio l'Amburgo che, successivamente, subirà il pareggio della squadra di casa. La partita termina 1-1 e l'HSV rimane in Bundesliga (come accade ininterrottamente dal 1963) nonostante una stagione drammatica.

## Maglie e sponsor
Lo sponsor tecnico per la stagione 2013-2014 fu Adidas, mentre lo sponsor ufficiale fu Fly Emirates. La divisa casalinga era composta da una maglietta bianca con inserti blu, pantaloncini rossi e calzettoni blu. La divisa da trasferta era completamente di colore nero, con rifiniture celesti. La terza era invece totalmente rossa, con inserti bianchi.
| Casa | Casa Alternativa | Trasferta | Terza divisa |

## Organigramma societario
Area direttiva
- Presidente:  Carl-Edgar Jarchow[1]

Area tecnica
- Allenatore:  Thorsten Fink fino al 16/9;  Rodolfo Cardoso dal 18/9 al 23/9;  Bert van Marwijk dal 23/9 al 15/2;  Mirko Slomka dal 15/2[2]

## Rosa
| N. |                        | Ruolo | Calciatore            |
| -- | ---------------------- | ----- | --------------------- |
| 1  | Rep. Ceca (bandiera)   | P     | Jaroslav Drobný       |
| 2  | Germania (bandiera)    | D     | Dennis Diekmeier      |
| 3  | Inghilterra (bandiera) | D     | Michael Mancienne     |
| 4  | Germania (bandiera)    | D     | Heiko Westermann      |
| 5  | Svizzera (bandiera)    | D     | Johan Djourou         |
| 6  | Paesi Bassi (bandiera) | C     | Ouasim Bouy           |
| 6  | Germania (bandiera)    | C     | Dennis Aogo           |
| 7  | Germania (bandiera)    | D     | Marcell Jansen        |
| 8  | Venezuela (bandiera)   | C     | Tomás Rincón          |
| 9  | Turchia (bandiera)     | C     | Hakan Çalhanoğlu      |
| 10 | Lettonia (bandiera)    | A     | Artjoms Rudņevs       |
| 11 | Croazia (bandiera)     | C     | Ivo Iličević          |
| 14 | Croazia (bandiera)     | C     | Milan Badelj          |
| 15 | Germania (bandiera)    | P     | René Adler            |
| 16 | Germania (bandiera)    | D     | Lasse Sobiech         |
| 18 | Germania (bandiera)    | C     | Tolgay Arslan         |
| 19 | Rep. Ceca (bandiera)   | C     | Petr Jiráček          |
| 20 | Germania (bandiera)    | A     | Pierre-Michel Lasogga |

| N. |                               | Ruolo | Calciatore           |
| -- | ----------------------------- | ----- | -------------------- |
| 20 | Austria (bandiera)            | D     | Paul Scharner        |
| 21 | Germania (bandiera)           | C     | Maximilian Beister   |
| 22 | Italia (bandiera)             | C     | Jacopo Sala          |
| 23 | Paesi Bassi (bandiera)        | C     | Rafael van der Vaart |
| 24 | Serbia (bandiera)             | D     | Slobodan Rajković    |
| 25 | Paesi Bassi (bandiera)        | A     | Ola John             |
| 25 | Norvegia (bandiera)           | C     | Per Ciljan Skjelbred |
| 27 | Turchia (bandiera)            | C     | Kerem Demirbay       |
| 28 | Germania (bandiera)           | D     | Jonathan Tah         |
| 29 | Germania (bandiera)           | P     | Florian Stritzel     |
| 30 | Germania (bandiera)           | P     | Sven Neuhaus         |
| 32 | Germania (bandiera)           | C     | Matti Steinmann      |
| 34 | Macedonia del Nord (bandiera) | C     | Valmir Nafiu         |
| 35 | Camerun (bandiera)            | A     | Jacques Zoua         |
| 37 | Germania (bandiera)           | C     | Robert Tesche        |
| 38 | Germania (bandiera)           | C     | Zhi Gin Lam          |
| 44 | Serbia (bandiera)             | C     | Gojko Kačar          |

## Calciomercato

### Sessione estiva(dal 01/07 al 02/09)
| Acquisti | Acquisti              | Acquisti           | Acquisti      |
| R.       | Nome                  | da                 | Modalità      |
| -------- | --------------------- | ------------------ | ------------- |
| D        | Johan Djourou         | Arsenal            | prestito      |
| D        | Paul Scharner         | Wigan              | fine prestito |
| D        | Lasse Sobiech         | Borussia Dortmund  | definitivo    |
| C        | Hakan Çalhanoğlu      | Karlsruhe          | fine prestito |
| C        | Kerem Demirbay        | Borussia Dortmund  | definitivo    |
| C        | Robert Tesche         | Fortuna Düsseldorf | fine prestito |
| A        | Pierre-Michel Lasogga | Hertha Berlino     | prestito      |
| A        | Jacques Zoua          | Basilea            | definitivo    |

| Cessioni | Cessioni             | Cessioni         | Cessioni      |
| R.       | Nome                 | a                | Modalità      |
| -------- | -------------------- | ---------------- | ------------- |
| D        | Jeffrey Bruma        | Chelsea          | fine prestito |
| D        | Paul Scharner        |                  | ritiro        |
| D        | Janek Sternberg      |                  | svincolato    |
| C        | Dennis Aogo          | Schalke 04       | prestito      |
| C        | Jacopo Sala          | Verona           | definitivo    |
| C        | Per Ciljan Skjelbred | Hertha Berlino   | prestito      |
| A        | Marcus Berg          |                  | svincolato    |
| A        | Son Heung-Min        | Bayer Leverkusen | definitivo    |

### Sessione invernale(dal 01/01 al 31/01)
| Acquisti | Acquisti    | Acquisti | Acquisti |
| R.       | Nome        | da       | Modalità |
| -------- | ----------- | -------- | -------- |
| C        | Ouasim Bouy | Juventus | prestito |
| A        | Ola John    | Benfica  | prestito |

| Cessioni | Cessioni        | Cessioni    | Cessioni   |
| R.       | Nome            | a           | Modalità   |
| -------- | --------------- | ----------- | ---------- |
| A        | Artjoms Rudņevs | Hannover 96 | definitivo |

## Risultati

### Bundesliga

#### Girone di andata
| Arbitro: | Gräfe |

|                              |           |                                                  |
| Huntelaar 2’, 45’ Szalai 72’ | Marcatori | 12’ (rig.) van der Vaart 23’ Beister 49’ Sobiech |

| Arbitro: | Perl |

|                          |           |                                              |
| van der Vaart 44’ (rig.) | Marcatori | 5’, 77’ Firmino 50’ Volland 67’, 74’ Modeste |

| Arbitro: | Fritz |

|           |           |  |
| Ramos 74’ | Marcatori |  |

| Arbitro: | Kircher |

|                                               |           |  |
| van der Vaart 7’ Zoua 17’ Çalhanoğlu 80’, 90’ | Marcatori |  |

| Arbitro: | Welz |

|                                                                  |           |                        |
| Aubameyang 19’, 65’ Mxit'aryan 22’ Lewandowski 73’, 81’ Reus 74’ | Marcatori | 26’ Lam 49’ Westermann |

| Arbitro: | Stark |

|  |           |                   |
|  | Marcatori | 32’, 90’ Petersen |

| Arbitro: | Kinhöfer |

|                   |           |                        |
| Flum 31’ Russ 54’ | Marcatori | 45’ Lasogga 86’ Jansen |

| Arbitro: | Schmidt |

|  |           |                                                    |
|  | Marcatori | 17’ van der Vaart 59’, 63’, 67’ Lasogga 74’ Arslan |

| Arbitro: | Welz |

|                                           |           |                                         |
| Lasogga 22’ Beister 55’ van der Vaart 67’ | Marcatori | 3’ Maxim 37’ Gentner 64’ (aut.) Djourou |

| Arbitro: | Gagelmann |

|  |           |                                           |
|  | Marcatori | 37’ Beister 47’ Lasogga 63’ van der Vaart |

| Arbitro: | Schmidt |

|  |           |                |
|  | Marcatori | 23’, 63’ Kruse |

| Arbitro: | Hartmann |

|                                          |           |                              |
| Son 9’, 16’, 55’ Kießling 72’ Castro 89’ | Marcatori | 23’ Beister 49’, 74’ Lasogga |

| Arbitro: | Fritz |

|                                       |           |            |
| Badelj 31’ Beister 46’ Çalhanoğlu 84’ | Marcatori | 28’ Huszti |

| Arbitro: | Brych |

|                      |           |                |
| Rodríguez 31’ (rig.) | Marcatori | 19’ Çalhanoğlu |

| Arbitro: | Siebert |

|  |           |               |
|  | Marcatori | 18’ Bobadilla |

| Arbitro: | Welz |

|                                     |           |             |
| Mandžukić 42’ Götze 52’ Shaqiri 90’ | Marcatori | 87’ Lasogga |

| Arbitro: | Dankert |

|                                  |           |                             |
| Çalhanoğlu 21’ van der Vaart 79’ | Marcatori | 47’, 90’ Okazaki 50’ Müller |

#### Girone di ritorno
| Arbitro: | Sippel |

|  |           |                                    |
|  | Marcatori | 34’ Huntelaar 53’ Farfán 56’ Meyer |

| Arbitro: | Perl |

|                              |           |  |
| Firmino 4’ Süle 44’ Beck 60’ | Marcatori |  |

| Arbitro: | Aytekin |

|  |           |                            |
|  | Marcatori | 15’ Allagui 23’, 38’ Ramos |

| Arbitro: | Kircher |

|                                       |           |                          |
| Kumbela 51’, 61’, 85’ Hochscheidt 90’ | Marcatori | 23’ Lasogga 76’ Iličević |

| Arbitro: | Brych |

|                                        |           |  |
| Jiráček 42’ Lasogga 58’ Çalhanoğlu 90’ | Marcatori |  |

| Arbitro: | Meyer |

|               |           |  |
| Junuzović 19’ | Marcatori |  |

| Arbitro: | Weiner |

|                       |           |             |
| Çalhanoğlu 72’ (rig.) | Marcatori | 29’ Madlung |

| Arbitro: | Fritz |

|                                  |           |           |
| Çalhanoğlu 80’ Frantz 86’ (aut.) | Marcatori | 90’ Drmić |

| Arbitro: | Brych |

|           |           |  |
| Maxim 69’ | Marcatori |  |

| Arbitro: | Aytekin |

|             |           |            |
| Lasogga 55’ | Marcatori | 50’ Darida |

| Arbitro: | Kinhöfer |

|                                     |           |          |
| Daems 37’ Raffael 75’ Domínguez 78’ | Marcatori | 28’ Zoua |

| Arbitro: | Dankert |

|                              |           |            |
| Çalhanoğlu 4’ Westermann 82’ | Marcatori | 58’ Brandt |

| Arbitro: | Hartmann |

|                     |           |                |
| Stindl 9’ Konan 86’ | Marcatori | 48’ Çalhanoğlu |

| Arbitro: | Sippel |

|              |           |                                   |
| Iličević 58’ | Marcatori | 2’ Perišić 42’ De Bruyne 49’ Olić |

| Arbitro: | Welz |

|                           |           |                |
| Altıntop 6’, 32’ Hahn 42’ | Marcatori | 44’ Westermann |

| Arbitro: | Fritz |

|                |           |                                       |
| Çalhanoğlu 72’ | Marcatori | 32’, 70’ Götze 55’ Müller 75’ Pizarro |

| Arbitro: | Kinhöfer |

|                               |           |                          |
| Soto 7’ Malli 65’ Okazaki 82’ | Marcatori | 12’ Lasogga 84’ Iličević |

#### Spareggio promozione-retrocessione
| Amburgo 15 maggio 2014, ore 20:30 CEST Matches | Amburgo | 0 – 0 referto | Greuther Fürth | Imtech Arena (56 479 spett.)\| Arbitro: \| Zwayer \| |
| Arbitro:                                       | Zwayer  |               |                |                                                      |

| Arbitro: | Kircher |

|              |           |             |
| Fürstner 59’ | Marcatori | 14’ Lasogga |

### Coppa di Germania
| Arbitro: | Leicher |

|  |           |                                             |
|  | Marcatori | 73’, 76’ Rudņevs 79’ van der Vaart 83’ Zoua |

| Arbitro: | Stegemann |

|             |           |  |
| Lasogga 64’ | Marcatori |  |

| Arbitro: | Meyer |

|                          |           |                |
| Beister 42’ Iličević 85’ | Marcatori | 54’ Matuszczyk |

| Arbitro: | Zwayer |

|  |           |                                              |
|  | Marcatori | 22’, 74’, 76’ Mandžukić 26’ Dante 54’ Robben |

## Statistiche

### Statistiche di squadra
| Competizione      | Punti | In casa | In casa | In casa | In casa | In casa | In casa | In trasferta | In trasferta | In trasferta | In trasferta | In trasferta | In trasferta | Totale | Totale | Totale | Totale | Totale | Totale | DR  |
| Competizione      | Punti | G       | V       | N       | P       | Gf      | Gs      | G            | V            | N            | P            | Gf           | Gs           | G      | V      | N      | P      | Gf     | Gs     | DR  |
| ----------------- | ----- | ------- | ------- | ------- | ------- | ------- | ------- | ------------ | ------------ | ------------ | ------------ | ------------ | ------------ | ------ | ------ | ------ | ------ | ------ | ------ | --- |
| Bundesliga        | 27    | 17      | 5       | 3       | 9       | 24      | 34      | 17           | 2            | 3            | 12           | 27           | 41           | 34     | 7      | 6      | 21     | 51     | 75     | -24 |
| Spareggio         | -     | 1       | 0       | 1       | 0       | 0       | 0       | 1            | 0            | 1            | 0            | 1            | 1            | 2      | 0      | 2      | 0      | 1      | 1      | 0   |
| Coppa di Germania | -     | 3       | 2       | 0       | 1       | 3       | 6       | 1            | 1            | 0            | 0            | 4            | 0            | 4      | 3      | 0      | 1      | 7      | 6      | +1  |
| Totale            | -     | 21      | 7       | 4       | 10      | 27      | 40      | 19           | 3            | 4            | 12           | 32           | 42           | 40     | 10     | 8      | 22     | 59     | 82     | -23 |

### Andamento in campionato
| Giornata  | 1 | 2  | 3  | 4  | 5  | 6  | 7  | 8  | 9  | 10 | 11 | 12 | 13 | 14 | 15 | 16 | 17 | 18 | 19 | 20 | 21 | 22 | 23 | 24 | 25 | 26 | 27 | 28 | 29 | 30 | 31 | 32 | 33 | 34 |
| --------- | - | -- | -- | -- | -- | -- | -- | -- | -- | -- | -- | -- | -- | -- | -- | -- | -- | -- | -- | -- | -- | -- | -- | -- | -- | -- | -- | -- | -- | -- | -- | -- | -- | -- |
| Luogo     | T | C  | T  | C  | T  | C  | T  | T  | C  | T  | C  | T  | C  | T  | C  | T  | C  | C  | T  | C  | T  | C  | T  | C  | C  | T  | C  | T  | C  | T  | C  | T  | C  | T  |
| Risultato | N | P  | P  | V  | P  | P  | N  | V  | N  | V  | P  | P  | V  | N  | P  | P  | P  | P  | P  | P  | P  | V  | P  | N  | V  | P  | N  | P  | V  | P  | P  | P  | P  | P  |
| Posizione | 8 | 12 | 15 | 12 | 15 | 16 | 16 | 15 | 15 | 12 | 14 | 14 | 11 | 11 | 13 | 13 | 14 | 16 | 17 | 17 | 17 | 16 | 16 | 16 | 14 | 16 | 16 | 17 | 16 | 16 | 16 | 16 | 16 | 16 |

Legenda:

Luogo: C = Casa; T = Trasferta. Risultato: V = Vittoria; N = Pareggio; P = Sconfitta.

### Statistiche dei giocatori
| Giocatore        | Bundesliga | Bundesliga | Bundesliga  | Bundesliga | Spareggio | Spareggio | Spareggio   | Spareggio  | Coppa di Germania | Coppa di Germania | Coppa di Germania | Coppa di Germania | Totale   | Totale | Totale      | Totale     |
| Giocatore        | Presenze   | Reti       | Ammonizioni | Espulsioni | Presenze  | Reti      | Ammonizioni | Espulsioni | Presenze          | Reti              | Ammonizioni       | Espulsioni        | Presenze | Reti   | Ammonizioni | Espulsioni |
| ---------------- | ---------- | ---------- | ----------- | ---------- | --------- | --------- | ----------- | ---------- | ----------------- | ----------------- | ----------------- | ----------------- | -------- | ------ | ----------- | ---------- |
| R. Adler         | 30         | 0          | 0           | 0          | -         | -         | -           | -          | 3                 | 0                 | 0                 | 0                 | 33       | 0      | 0           | 0          |
| J. Drobný        | 4          | 0          | 1           | 0          | 2         | 0         | 0           | 0          | 1                 | 0                 | 0                 | 0                 | 7        | 0      | 1           | 0          |
| S. Neuhaus       | -          | -          | -           | -          | -         | -         | -           | -          | -                 | -                 | -                 | -                 | -        | -      | -           | -          |
| F. Stritzel      | -          | -          | -           | -          | -         | -         | -           | -          | -                 | -                 | -                 | -                 | -        | -      | -           | -          |
| D. Diekmeier     | 20         | 0          | 3           | 0          | 2         | 0         | 0           | 0          | 1                 | 0                 | 0                 | 0                 | 23       | 0      | 3           | 0          |
| J. Djourou       | 22         | 0          | 1           | 0          | 2         | 0         | 0           | 0          | 2                 | 0                 | 0                 | 0                 | 26       | 0      | 1           | 0          |
| M. Jansen        | 21         | 1          | 1           | 0          | 2         | 0         | 0           | 0          | 4                 | 0                 | 0                 | 0                 | 27       | 1      | 1           | 0          |
| Z. Lam           | 9          | 1          | 1           | 0          | -         | -         | -           | -          | 2                 | 0                 | 1                 | 0                 | 11       | 1      | 2           | 0          |
| M. Mancienne     | 12         | 0          | 1           | 0          | 2         | 0         | 0           | 0          | 1                 | 0                 | 0                 | 0                 | 15       | 0      | 1           | 0          |
| S. Rajković      | 2          | 0          | 0           | 0          | -         | -         | -           | -          | -                 | -                 | -                 | -                 | 2        | 0      | 0           | 0          |
| L. Sobiech       | 10         | 1          | 1           | 0          | -         | -         | -           | -          | 2                 | 0                 | 0                 | 0                 | 12       | 1      | 1           | 0          |
| J. Tah           | 16         | 0          | 0           | 0          | -         | -         | -           | -          | 4                 | 0                 | 0                 | 0                 | 20       | 0      | 0           | 0          |
| H. Westermann    | 30         | 3          | 4           | 0          | 2         | 0         | 0           | 0          | 3                 | 0                 | 0                 | 0                 | 35       | 3      | 4           | 0          |
| T. Arslan        | 32         | 1          | 10          | 0          | 1         | 0         | 0           | 0          | 4                 | 0                 | 1                 | 0                 | 37       | 1      | 11          | 0          |
| M. Badelj        | 29         | 1          | 5           | 0          | 2         | 0         | 0           | 0          | 4                 | 0                 | 0                 | 0                 | 35       | 1      | 5           | 0          |
| M. Beister       | 16         | 5          | 5           | 0          | -         | -         | -           | -          | 3                 | 1                 | 1                 | 0                 | 19       | 6      | 6           | 0          |
| O. Bouy          | 3          | 0          | 1           | 0          | -         | -         | -           | -          | 1                 | 0                 | 0                 | 0                 | 4        | 0      | 1           | 0          |
| H. Çalhanoğlu    | 32         | 11         | 2           | 1          | 2         | 0         | 0           | 0          | 4                 | 0                 | 0                 | 0                 | 38       | 11     | 2           | 1          |
| K. Demirbay      | 3          | 0          | 1           | 0          | -         | -         | -           | -          | -                 | -                 | -                 | -                 | 3        | 0      | 1           | 0          |
| I. Iličević      | 18         | 3          | 2           | 0          | -         | -         | -           | -          | 2                 | 1                 | 0                 | 0                 | 20       | 4      | 2           | 0          |
| P. Jiráček       | 21         | 1          | 1           | 0          | 2         | 0         | 0           | 0          | 1                 | 0                 | 1                 | 0                 | 24       | 1      | 2           | 0          |
| V. Nafiu         | -          | -          | -           | -          | -         | -         | -           | -          | -                 | -                 | -                 | -                 | -        | -      | -           | -          |
| T. Rincón        | 22         | 0          | 4           | 1          | 2         | 0         | 0           | 0          | 2                 | 0                 | 2                 | 0                 | 26       | 0      | 6           | 1          |
| M. Steinmann     | -          | -          | -           | -          | -         | -         | -           | -          | -                 | -                 | -                 | -                 | -        | -      | -           | -          |
| R. Tesche        | 9          | 0          | 1           | 0          | 2         | 0         | 0           | 0          | -                 | -                 | -                 | -                 | 11       | 0      | 1           | 0          |
| R. van der Vaart | 27         | 7          | 4           | 0          | 2         | 0         | 0           | 0          | 3                 | 1                 | 0                 | 0                 | 32       | 8      | 4           | 0          |
| O. John          | 8          | 0          | 0           | 0          | -         | -         | -           | -          | 1                 | 0                 | 0                 | 0                 | 9        | 0      | 0           | 0          |
| P. Lasogga       | 20         | 13         | 1           | 0          | 2         | 1         | 0           | 0          | 2                 | 1                 | 0                 | 0                 | 24       | 15     | 1           | 0          |
| M. Maggio        | 4          | 0          | 0           | 0          | -         | -         | -           | -          | -                 | -                 | -                 | -                 | 4        | 0      | 0           | 0          |
| J. Zoua          | 27         | 2          | 4           | 0          | -         | -         | -           | -          | 4                 | 1                 | 0                 | 0                 | 31       | 3      | 4           | 0          |
| D. Aogo          | 2          | 0          | 0           | 0          | -         | -         | -           | -          | -                 | -                 | -                 | -                 | 2        | 0      | 0           | 0          |
| A. Rudņevs       | 7          | 0          | 0           | 0          | -         | -         | -           | -          | 1                 | 2                 | 0                 | 0                 | 8        | 2      | 0           | 0          |